# Kamenný Most (Slovacchia)
Kamenný Most (in ungherese Kőhídgyarmat) è un comune della Slovacchia facente parte del distretto di Nové Zámky, nella regione di Nitra.